# Hans Bußmeyer
Hans August Hermann Bußmeyer (* 29. März 1853 in Braunschweig; † 21. September 1930 in Pöcking) war ein deutscher Komponist, Pianist und Musikpädagoge.

## Leben und Werk
Der jüngere Bruder des Pianisten Hugo Bußmeyer absolvierte in München an der Königlichen Bayerischen Musikschule bei Carl Bärmann bis 1872 und bei Franz Liszt in Weimar eine Ausbildung als Pianist und ging dann auf Konzertreisen in Südamerika. 1874 wurde er Hilfslehrer, 1876 Lehrer und 1881 Professor an der Königlichen Bayerischen Musikschule, die er nach deren 1892 erfolgter Erhebung zur Königlichen Akademie der Tonkunst von 1911 bis 1919 leitete. Er war seit 1877 verheiratet mit der Sängerin Mathilde Weckerlin (1848–1928).
Bußmeyer komponierte ein Klavierkonzert und zahlreiche Klavierstücke. Bekannt wurde seine Kantate Germanenzug.